# Manuel Prast
Manuel Prast   (Madrid, 1876 - Madrid, 1 de desembre de 1973) fou un futbolista espanyol de la dècada de 1900.
Va ser futbolista del Reial Madrid entre 1904 i 1914, a excepció de la temporada 1909-10 en la qual jugà a la Sociedad de Football de Sant Sebastià. També fou àrbitre de futbol.

## Palmarès
- Copa del Rei de futbol: 1905, 1906, 1907, 1908
- Campionat Regional Centre: 1904-05, 1905-06, 1906-07, 1907-08, 1912-13